# カナダの経済
カナダの経済ではカナダの国民経済について記述する。

## 概要
カナダは世界でも裕福な国のひとつであり、先進国によって構成される経済協力開発機構（OECD）や主要国首脳会議（G8）などに加盟、参加している。他の先進国と同様、経済の中心はサービス業で、国民の4分の3が従事している。製造業、特に自動車産業・航空機産業などもオンタリオ州・ケベック州を中心に盛んであり、カナダの経済に大きな役割を果たしている。一人当たりのGDPではアメリカには及ばないものの、他の主要な西洋諸国とほぼ同等なレベルである。しかし、州単位で見ればオンタリオ州をはじめ西部の各州ではアメリカに肉薄している。
1990年代前半までの経済的混乱はほぼ解消され、1997年以降は失業率が低下するなど、順調に回復を遂げている。そのため、カナダドルは2003年からの5年間で主要通貨に対しての価値を上昇させた。また、2007年9月20日には1976年以来にアメリカドルと同じレートとなった。

## 産業
ブリティッシュコロンビア州では林業が、アルバータ州では石油工業が、オンタリオ州北部は鉱業がそれぞれ盛んである。大西洋に面している諸州では古くから漁業が盛んであったが、現在は衰えつつある。しかし、これは漁業に限らず、今挙げた林業などの諸産業にも言えることである。これらの産業に従事している者は4%、GDPに占める割合も6%に過ぎない。それでもこの国の産業における重要な地位を占めていることは間違いない。

### サービス業

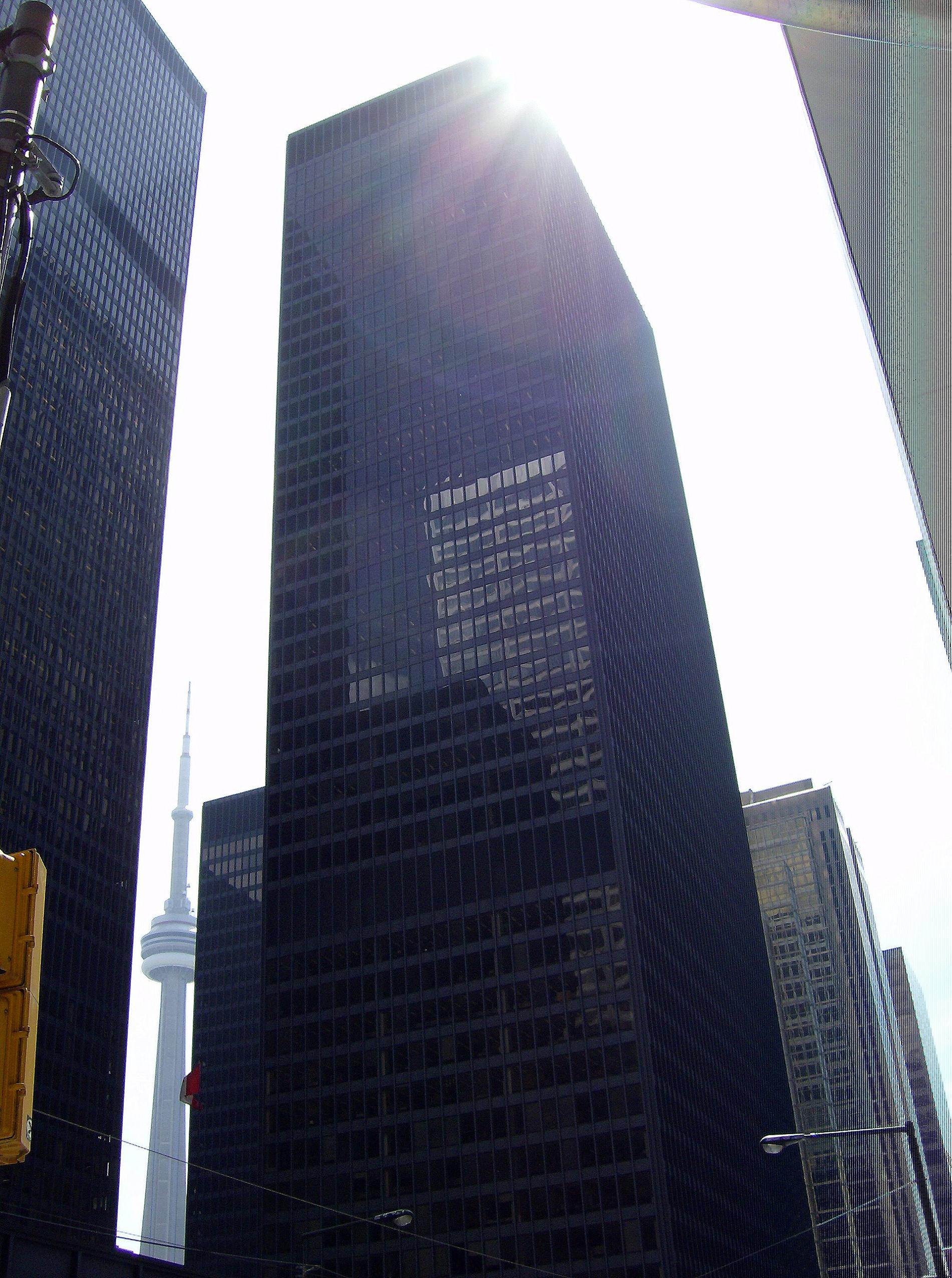
トロントの金融街トロント・ドミニオン・センター

サービス業はGDPの76%を占めている。国民の12%が従事する小売業では、主にショッピングモールに入っているチェーン店が中心である。アメリカ資本のウォルマートやベスト・バイの子会社のフューチャーショップを始めとする大手チェーンも店舗数を伸ばしている。その結果、小売業での従業員数は減少し、職は郊外へと移動しつつある。
またサービス業でも、金融や不動産、通信などのビジネス部門も小売業に次ぐ規模である。この部門は近年成長しつつある産業の一つである。特にトロント、モントリオール、バンクーバーなどの大都市に集中している。
教育や医療は主に政府によって管轄されている分野で、特に医療は急速に成長している。急成長はしているものの、公的医療保険制度の元で州政府等も予算不足の問題に直面している。
ハイテク産業や国内外向けの娯楽産業も重要な分野となっている。
観光業の重要性も増しており、現在は主にアメリカからの観光客が大きな割合となっている。カナダドル高からの影響もあるが、中国など他国からの観光客の誘致も重要となっている。

### 製造業
先進国の一般的な経済発展のパターンでは第一次産業中心の産業から製造業へ、さらにサービス業へと移行することが多い。カナダも同様に（第二次大戦のため異常に高かった）1944年をピークに製造業は減少し、当時のGDP比22%から2010年には13%まで減少した。但しカナダはその過程でも1960年代以降各国で見られた製造業の空洞化に大きく直面することはなかった。その後2007年のリーマン・ショックではカナダの製造業も大きく影響を受けた。
カナダにおいて、製造業として規模が大きいのは自動車産業である。オンタリオ州を中心にアメリカ合衆国と日本の自動車メーカーの製造拠点があり、マグナ・インターナショナル社、リナマー社など部品製造や組み立てを請負う大手企業もその近辺に製造拠点を置いている。現在ではデトロイトのあるアメリカ合衆国ミシガン州より多くの自動車を生産している。自動車メーカーは比較的安価で教育水準の高い労働力をカナダに求め、公的医療保険なども企業負担の低減につながるとして企業にとっては魅力となっている。
カナダの製造業企業としては航空機や鉄道車両製造のボンバルディア社などがある。また携帯電話（スマートフォン）のBlackBerryを製造、販売するブラックベリー社もカナダの製造業・通信企業だが、携帯電話端末の生産拠点は主にカナダ国外にある。

### エネルギー

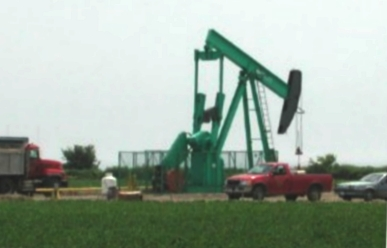
石油採掘の様子。サーニア (オンタリオ州)にて

カナダは数少ないエネルギー資源純輸出国の一つである。アルバータ州及び北部の準州にある大規模な石油及び天然ガス資源が最も重要な資源となっている。また隣接するサスカチュワン州やブリティッシュコロンビア州などでもこれらのエネルギー資源が採掘されている。特にアメリカ地質調査所によると、アルバータ州アサバスカにあるオイルサンドはサウジアラビア、ベネズエラに次ぐ世界第3位の石油埋蔵量を誇っている。
水が豊富なカナダでは水力発電がケベック州、ブリティッシュコロンビア州、オンタリオ州、マニトバ州などを中心に盛んである。水力発電は建設費が他の発電に比べて比較的安価なため、アルミニウムの精錬・生産などに一役買っている。

### 鉱業
カナダは世界でロシアに次ぐ2番目の面積を誇っており、同時に天然資源も多く埋蔵されている。特に前述にあるようにオンタリオ州北部など、カナダの北部には鉱山が多く存在し、鉱業が盛んである。カナダにおける大手の会社の中には、エンカナ、カメコ、ゴールドコープ、バリックゴールド、王有のポタッシュなど、天然資源に関わる会社も多い。金、ニッケル、ウラン、鉛、カリウムなどが主に採掘されており、特にウランは世界第1位の産出量である。これらは主にアメリカ合衆国に輸出される。ニッケル開発の足がかりはルードウィッヒ・モンドがつくった。

### 農業

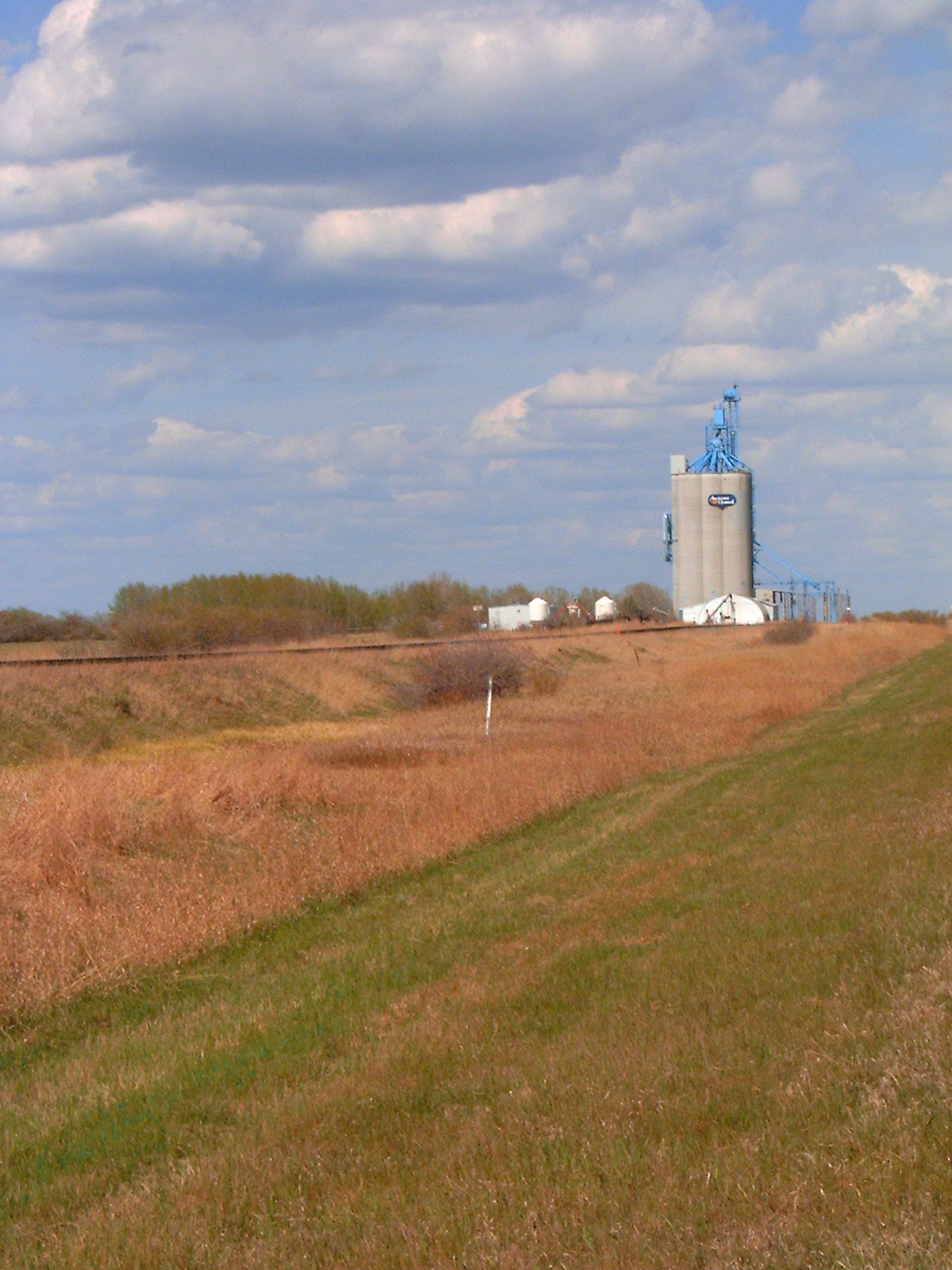
アルバータにある穀物集積所

他の先進国と同様、20世紀頃から農業人口は急激に減少したが、面積の広いカナダは当然耕地も多く、大規模栽培が行われている。特に小麦（世界シェア6位）や大麦（世界シェア2位）などの穀類や、アブラナ（世界シェア2位）の生産が中心である。

### 漁業
カナダの漁業は大西洋に面しているニューファンドランド・ラブラドール州やノバスコシア州などを中心に古くから盛んに行われてきたが、乱獲によりここ数十年でタラ漁やサケ漁を中心に大幅に縮小している。特に、かつて世界一のタラの漁場としてカナダ大西洋側の経済を支え、ヨーロッパから多くの漁民を呼び寄せていた浅瀬グランドバンクは、大型トロール船や底引き網漁により乱獲と海底環境破壊が進み、1990年代以降漁獲量制限が行われ非常な苦境にある。

## 貿易
貿易はカナダの経済に大きな影響を与えている。貿易相手としてもアメリカとの関係は非常に固く、2004年時点では輸出の85%、輸入の59%を占めている。輸出品目、輸入品目ともに自動車や機械類が多い。
農作物も穀物を中心に大規模な輸出が行われている。

## 政治問題

### 地域間格差
カナダの経済は地域間にばらつきがある。国全体の3分の1の人口を占めるオンタリオ州は古くから経済の中心地で発展しており、太平洋に面するブリティッシュコロンビア州ではアジアとの貿易によって近年急速に成長しつつある。また、アルバータ州やサスカチュワン州では石油の採掘が州を非常に豊かにした。しかし、大西洋に面する諸州では特に漁業が衰退し始めてから貧困が目立つようになり、国の抱える大きな問題の一つである。

### 自由貿易協定
カナダが自由貿易協定を締結している のは、アメリカ合衆国、メキシコ（以上2カ国とは北米自由貿易協定締結）、イスラエル、チリ、コスタリカ、欧州自由貿易連合（EFTA）各国、ペルー、コロンビア、ヨルダン、パナマ、ホンジュラス（締結順）である。
また、現在カナダと自由貿易協定を交渉中である国は、ウクライナ、モロッコ、インド、大韓民国、ドミニカ共和国、シンガポール、アンデス共同体（うちペルーとコロンビアは合意済み）、カリブ共同体（CARICOM）、欧州連合、日本、中華人民共和国、中米3か国（グアテマラ、ニカラグア、エルサルバドル）、トルコである。
さらに、カナダは米州自由貿易地域創設の討議を行なっている。